# 細谷佳正
細谷佳正（日语：／ Hosoya Yoshimasa，1982年2月10日—）為日本男性聲優。曾屬Mausu Promotion旗下的聲優，2014年恢復為自由身。出生於日本廣島縣尾道市。血型為B型。

## 簡歷
- 高中時代參加的社團是戲劇社和劍道社。後來只專注於戲劇社。
- 專門學校時期和友人一起組成街頭藝人，由於是新人加上良好的歌聲和歌曲，被同一個事務所的前輩大須賀純所稱讚。與其搭檔的友人是吉他老師。名字傾向本身的創作風格，用了『不協和音』來命名。歌曲由兩人共同創作。其中『雪』這首曲子幾乎是一個人完成的。而在當時的演出地點是在京王線府中站。
- 在網球王子的試鏡會中也參與了平古場凜的角色。
- 以網球王子白石藏之介名義連續兩個月發行角色專輯，為網球王子角色歌曲首例，2010年4月14日發行的首張專輯《Medicine or...?》在Oricon Style拿下首日第七名，首週第十名。2010年5月19日發行的第二張專輯《POISON》登上Oricon Style首日第三名，首週第六名。其中，《Medicine or...?》中的〈I.ng〉及《POISON》中的〈エピローグ〉皆由細谷本人親自作詞。
- 2014年，榮獲第八屆日本聲優大賞「助演男優賞」。同年7月13日在與安元洋貴共同主持的聲優廣播節目『天才軍師（日语：天才軍師）』中宣佈已經在7月1日成為自由身。
- 2016年，榮獲第十回聲優Award助演男優賞[1]。
- 2017年4月24日，官方網站宣布因為喉嚨生病的緣故，必須休業專心療養，並於同年7月回到工作崗位。[2] 因為需要接受治療，「偶像夢幻祭」氷鷹北斗一角將由前野智昭頂替，而「イケメン戦国◆時をかける恋」中真田幸村一角則由小野賢章頂替，高校星歌劇在10月8日的活動則會如常出席。此後，考慮到喉嚨的負擔，多個需要歌唱的角色由其他聲優頂替或歌唱部份由歌手代唱。

## 演出作品
※粗體字表示說明飾演的主要角色。

### 電視動畫
2005年
- ARIA The ANIMATION（路人）

2006年
- 後天的方向（夜店男）
- 童話槍手小紅帽（王子）
- 我愛美樂蒂 〜轉轉旋律魔法牌!〜（江草良介）
- CLUSTER EDGE（Cluster的學生）
- 人造昆虫カブトボーグ V×V（タージ・マハド・モハメド・アル・サウード、アンジョルラス）
- 火影忍者（飛脚忍者893･03）

2007年
- ef - a tale of memories.（社員B）
- 王牌投手 振臂高揮（柊、松田、一壘裁判、無名〈西浦高校應援者〉#16）
- Over Drive（觀光客）
- 風之聖痕（年輕人）
- 節哀唷♥二之宮同學（學生4）
- 神曲奏界（犯人B）
- 神靈狩/GHOST HOUND（男學生）
- 東京魔人學園剣風帖 龖（高校生A、タケオ）
- 東京魔人學園剣風帖 龖 第弐幕（東大前、キノコ）
- 豆芽小文（蒙面男C、學生E）

2008年
- GUNSLINGER GIRL -IL TEATRINO-（アマデオ）
- 再造人卡辛（エル、ロボット）
- 骷髏13（SDR2搭乗員）
- 秀逗魔導士REVOLUTION（街人A）
- 破天荒遊戲（男子）
- PERSONA -trinity soul-
- 幻影少年（不良少年）
- 遊戲王5D's （狄克・彼特）

2009年
- 寶石寵物（ARATO）
- 戰國BASARA （三好三人衆 兄）
- 信蜂 （マッケイ・ジー）
- 火影忍者疾風傳（鬼霧）

2010年
- 振臂高揮 〜夏季大會篇〜（松田佳之）
- 學生會長是女僕（黑崎龍之介）
- 刀語（鑢七花）
- 戰鬥陀螺 鋼鐵奇兵 爆（威爾斯）

2011年
- 如果高校棒球女子經理讀了彼得·杜拉克（星出純）
- 靈異E接觸（筒井雪隆）
- 夏目友人帳 参（柴田克巳）#3
- 未來都市NO.6（老鼠）
- 花牌情緣（綿谷新）
- 遊戲王ZEXAL（Ⅳ）

2012年
- 新網球王子（白石藏之介）
- 妖狐×僕SS（反之塚連勝）
- 坂道上的阿波羅（川渕千太郎）
- 黑子的籃球（日向順平）
- 向银河开球（降矢凰壯）
- 魔奇少年（馬斯魯爾）
- 伊克西翁傳說（寵物）
- ROBOTICS;NOTES（日高昴）

2013年
- 宇宙戰艦大和號2199（加藤三郎）※2012年起于电影院先行上映
- 義風堂堂！！兼續和慶次（渡邊慎之丞）
- 進擊的巨人（萊納·布朗）
- 花牌情緣2（綿谷新、森捧）
- 寶石寵物 Happiness（真田幸介、文通少年）
- 革命機Valvrave（伊克斯艾伊）
- 王者天下2（王賁）
- 兄弟鬥爭（朝日奈侑介）
- 惡魔高校D×D NEW（米迦勒）
- 小鎮有你（桐島青大）
- 噬血狂襲（曉古城）
- 黑子的籃球 第2季（日向順平）
- 鑽石王牌（結城哲也）

2014年
- 鬼燈的冷徹（檎）
- 排球少年！！（東峰旭）
- 諸神的惡作劇（洛基·雷瓦汀）
- 金色琴弦 Blue♪Sky（芹澤睦）
- 遊戲王ARC-V（赤馬零兒）
- Baby Steps ~網球優等生~（池爽兒）
- 一週的朋友（桐生將吾）
- 黑色子彈（片桐玉樹）
- 棺姬嘉卡（亞伯力克·基烈特）
- 龍孃七七七埋藏的寶藏（辻深鐵之進）
- Free! 男子游泳部 -Eternal Summer-（山崎宗介）
- 斬！赤紅之瞳（威爾）
- 火星異種「阿聶克斯一號篇」（膝丸燈）
- 狼少女和黑王子（日比谷健[3]）
- 日常生活中的異能戰鬥（相模靜夢）
- GUNDAM創戰者TRY（阿藤佐賀）
- 棺姬嘉卡 AVENGING BATTLE（亞伯力克·基烈特）
- 翼與螢火蟲(杉山學長)

2015年
- 死亡遊行（金迪）
- The Rolling Girls（鈴鹿友龜）
- 黑子的籃球 第3季（日向順平）
- 在地下城尋求邂逅是否搞錯了什麼（韋爾夫·克羅佐）
- 電波教師（七海征十郎）
- 惡魔高校D×D BorN（米迦勒）
- 亞爾斯蘭戰記（達龍）
- 鑽石王牌 第二季（結城哲也）
- Baby Steps ~網球優等生~2（池爽兒）
- SHOW BY ROCK!!（洛姆）
- 御神樂學園組曲（九頭龍京摩）
- 潮與虎（秋葉流）
- Charlotte（浩太）
- 枕男子（花嶺奏）
- 單色小姐 -The Animation- 3（真暮朗）
- 落第騎士英雄譚（倉敷藏人）
- 進擊！巨人中學校（萊納·布朗）
- 排球少年！！第二季（東峰旭）
- 機動戰士GUNDAM 鐵血的孤兒（歐格·伊茲卡）
- 一拳超人（居合鐵）
- 高校星歌劇（天花寺翔）
- 對魔導學園35試驗小隊（草薙哮）
- 終結的熾天使 名古屋決戰篇（鳴海真琴[4]）

2016年
- 重裝武器（史拉德·漢尼薩克爾）
- 舞武器·舞亂伎（艾比佐·艾凡斯）
- 灰與幻想的格林姆迦爾（哈爾希洛）
- 亞人（海斗[5]）
- 潮與虎 第2期（秋葉流）
- 火星異種 復仇（膝丸燈）
- 我的英雄學院（常闇踏陰）
- HUNDRED百武裝戰記（君達爾·哈維）
- 鬼牌遊戲（小田切／飛崎弘行）
- 文豪Stray Dogs（國木田獨步、蒼之王）
- 田中君總是如此慵懶（太田）
- 亞爾斯蘭戰記 風塵亂舞（達龍）
- SHOW BY ROCK!!SHORT!!（洛姆）
- 吸血鬼僕人（車守盾一郎）
- 月歌。THE ANIMATION（卯月新）
- 半田君傳說（筒井茜）
- 齊木楠雄的災難（窪谷須亞蓮）
- 路人超能100（鬼瓦天牙、櫻威）
- 槍彈辯駁3 －The End of 希望峰學園－ 絕望篇（左右田和一）
- 槍彈辯駁3 －The End of 希望峰學園－ 希望篇（左右田和一）
- 舞武器·舞亂伎 星之巨人（艾比佐·艾凡斯）
- 終末的伊澤塔（巴斯勒）
- WWW.WORKING!!（齊木恒輝）
- 機動戰士GUNDAM 鐵血的孤兒 第二期（歐格·伊茲卡）
- SHOW BY ROCK!!#（洛姆）
- 黑白來看守所（武藏）
- 勇利!!! on ICE（奧塔別克·阿爾京）
- 文豪Stray Dogs 第2期（國木田獨步）
- ALL OUT!!（赤山濯也）
- 排球少年！！烏野高中VS白鳥澤學園高中（東峰旭）
- 亞人 第2期（海斗）
- 3月的獅子（高橋勇介）

2017年
- 超·少年偵探團NEO（第7代明智小五郎、假明智）
- 鬼平（小房的粂八[6]）
- 我的英雄學院 第2期（常闇踏陰）
- 進擊的巨人 Season 2（萊納·布朗）
- 高校星歌劇 第2期（天花寺翔）
- 喧嘩番長 乙女－Girl Beats Boys－（吉良麟太郎[7]）
- 夏目友人帳 陸（柴田克巳）#3
- 鬼燈的冷徹 第貳期（檎）
- 3月的獅子 第2期（高橋勇介）

2018年
- 黑色五葉草（齊亞特）
- 伊藤潤二驚選集（公一、織田、青山、夫、牧田秀一、喬、柴山光、龜田）
- 學園奶爸（犬井博幸）
- 新幹線戰士（白虎）
- 霸穹 封神演義（黃飛虎）
- 齊木楠雄的災難 第2期（窪谷須亞蓮）
- MEGALO BOX（喬／Junk Dog）
- 罪人與龍共舞（吉吉那）
- DEVILSLINE 惡魔戰線（澤崎孝）
- 鬼燈的冷徹 第貳期 其之貳（檎）
- 卡利古拉（巴鼓太郎）
- 黃金神威（谷垣源次郎[8]）
- 夢王國與沉睡中的100位王子殿下（葛雷希亞）
- Banana Fish（弗烈得·歐沙[9]）
- Free! 男子游泳部 -Dive to the Future-（山崎宗介）
- 搖曳莊的幽奈小姐（龍雅玄士郎）
- 寄宿學校的茱麗葉（土佐健斗）
- 黃金神威 第2期 （谷垣源次郎）
- 我的英雄學院 第3期（常闇踏陰）

2019年
- 路人超能100 II（鬼瓦天牙、櫻威）
- 狂賭之淵××（尾喰茨[10]）
- 不吉波普不笑（飛鳥井仁）
- 關於我轉生變成史萊姆這檔事（尤姆）
- Star☆Twinkle 光之美少女（卡帕德）
- 明治東京戀伽（岩崎桃介[11]）
- 鑽石王牌 actII（旁白、結城哲也）
- 一弦定音！（高岡哲生[12]）
- 皿三昧（阿久津真武[13]）
- Fairy Gone（維爾法蘭·羅[14]）
- 進擊的巨人 Season 3（萊納·布朗）
- 文豪Stray Dogs 第3期（國木田獨步）
- 高校星歌劇 第3期（天花寺翔）
- 彼方的阿斯特拉（彼方·星島[15]）
- 在地下城尋求邂逅是否搞錯了什麼II（韋爾夫·克羅佐）
- 名侦探柯南（内藤辰樹）
- 鬼滅之刃（獪岳）
- BEM（凱文）
- 我的英雄學院 第4期（常闇踏陰）
- 花牌情緣3（綿谷新[16]）
- 刺客守則（塞爾裘·席克薩爾）

2020年
- ID：INVADED（百貴船太郎）
- 奇幻☆怪盜？（星里衛）
- 排球少年！！TO THE TOP（東峰旭）
- 異獸魔都（心）
- SHOW BY ROCK!! Mashumairesh!!（洛姆）
- BNA Brand New Animal（大神士郎）
- 王者天下3（王賁）
- 在地下城尋求邂逅是否搞錯了什麼III（韋爾夫·克羅佐）
- 黃金神威 第3期 （谷垣源次郎）
- 月歌。THE ANIMATION 2 （卯月新）
- 半妖的夜叉姬（希林理、麒麟丸）
- 小碧藍幻想！（貝利爾）
- 妖怪學園Y ～第N類接觸～（歐塞羅）
- 進擊的巨人 The Final Season Part.1（萊納·布朗）

2021年
- Hortensia SAGA 蒼之騎士團（阿爾弗雷德·歐貝魯）
- 關於我轉生變成史萊姆這檔事 第2期（尤姆）
- 文豪Stray Dogs 汪！（國木田獨步）
- SHOW BY ROCK!! STARS!!（洛姆）
- 約定的夢幻島 第2期（謎之男／皮塔·拉托里）
- 我的英雄學院 第5期（常闇踏陰）
- 真白之音（澤村若菜）
- NOMAD MEGALO BOX 2（喬／NOMAD）
- 龍先生，想要買個家。（史蒂夫）
- 關於我轉生變成史萊姆這檔事 轉生史萊姆日記（尤姆）
- 魔法水果籃 The Final（本田勝也）
- 我立於百萬生命之上（桑澤馬）
- 吸血鬼馬上死（砂鐵）
- 半妖的夜叉姬 貳之章（麒麟丸、希林理）
- SAKUGAN（梅洛洛）

2022年
- 進擊的巨人 The Final Season Part.2（萊納·布朗）
- 王者天下4（王賁）
- 新網球王子 U-17 世界盃（白石藏之介）
- 組長女兒與保姆（霧島透[17]）
- 在地下城尋求邂逅是否搞錯了什麼IV（韋爾夫·克羅佐）
- 蠟筆小新（野原狹志[18]）
- 黃金神威 第4期 （谷垣源次郎）
- 路人超能100 III（鬼瓦天牙、櫻威）
- 我的英雄學院 第6期（常闇踏陰）

2023年
- 吸血鬼馬上死2（砂鐵）
- 大雪海的卡納（卡納[19]）
- 文豪Stray Dogs 第4期（國木田独步[20]）
- TRIGUN STAMPEDE（尼可拉斯·D·悟魯夫杜[21]）
- 狩火之王（爐六[22]）
- 進擊的巨人 The Final Season 完結篇（萊納·布朗）

2024年
- 勇氣爆發Bang Bravern（龍二·佐竹）
- 狩火之王 第2期（爐六[23]）
- 我內心的糟糕念頭 第2期（山田的父親[24]）
- 外科醫生愛麗絲（格雷厄姆·德·法倫[25]）
- 隊長小翼Season2 青少年篇（穆勒）
- 關於我轉生變成史萊姆這檔事 第3期（尤姆）
- 我的英雄學院 第7期（常闇踏陰）
- ATRI -My Dear Moments-（野島龍司[26]）
- 在地下城尋求邂逅是否搞錯了什麼V（韋爾夫·克羅佐[27]）

2025年
- 真·侍傳 YAIBA（鬼丸猛[28]）
- MIRU 我的未來（MIRU[29]）
- 為丑女獻上花束（五反田鐵男[30]）
- 王者天下6（王賁[31]）

2026年
- TRIGUN STARGAZE（尼可拉斯·D·悟魯夫杜[32]）

### OVA
2005年
- 星界的戰旗III（船員）

2006年
- 網球王子 Original Video Animation 全國大會篇（白石藏之介）

2007年
- 網球王子 Original Video Animation 全國大會篇 Semifinal（白石藏之介）

2008年
- 網球王子 Original Video Animation 全國大會篇 final（白石藏之介）

2009年
- 網球王子 Original Video Animation ANOTHER STORY 〜過去與未来的訊息（白石藏之介）
- 電波系彼女（柔澤十）

2011年
- 網球王子 Original Video Animation ANOTHER STORYII 〜那時的我們（白石藏之介）

2012年
- 小鎮有你（桐島青大）
- 堀與宮村（石川透）

2014年
- 今際之國的闖關者（有栖良平）
- 堀與宮村（石川透）

2015年
- 堀與宮村（石川透）
- 鬼燈的冷徹（檎）
- 排球少年！！列夫登場！（東峰旭）
- 棺姬嘉卡 AVENGING BATTLE（亞伯力克·基烈特）
- 噬血狂襲 女武神的王國篇（曉古城）

2016年
- 灰與幻想的格林姆迦爾（哈爾希洛）
- 排球少年！！「VS不及格」（東峰旭）
- 亞爾斯蘭戰記「汗血戀路」（達龍）
- 一拳超人 #06「過於不可能的殺人事件」（居合鐵）
- 高校星歌劇 第1期 OVA1（天花寺翔）[33]
- 高校星歌劇 第1期 OVA2（天花寺翔）[33]
- 亞爾斯蘭戰記「友情之宴」（達龍）
- 在地下城尋求邂逅是否搞錯了什麼（韋爾夫·克羅佐）
- 噬血狂襲II（曉古城）

2017年
- 鬼平～那個男人，長谷川平藏～（小房的粂八）
- 排球少年！！「特集！赌在春高排球上的青春」（東峰旭）
- 文豪Stray Dogs 第2期（國木田獨步） ※漫畫第13卷限定版附贈

2018年
- Free! 男子游泳部 －Dive to the Future－第0話（山崎宗介）
- 高校星歌劇 in 萬聖節 OVA3（天花寺翔）[34]
- 噬血狂襲III（曉古城）

2019年
- 噬血狂襲III（曉古城[35]）
- DOUBLE DECKER！道格＆基里爾（尤塞夫）

2020年
- 噬血狂襲 消失的聖槍篇（曉古城）
- 噬血狂襲IV（曉古城）
- 失憶投捕OVA（清峰葉流火[36]）

### 動畫電影
2011年
- 劇場版 網球王子 決戰英國網球城！（白石藏之介）

2012年
- 給小桃的信（電話店）

2013年
- 春HAL（春）

2015年
- 劇場版 明治東亰戀伽 〜弦月的小夜曲〜（岩崎桃介）
- 心靈想要大聲呼喊。（田崎大樹）
- 屍者的帝國（約翰·H·華生）
- 數碼暴龍大冒險tri. 第一章「再會」（石田大和）
- 亞人 -衝動-（海斗）
- High Speed! -Free! Starting Days-（山崎宗介）

2016年
- 數碼暴龍大冒險tri. 第二章「決意」（石田大和）
- 數碼暴龍大冒險tri. 第三章「告白」（石田大和）
- 黒子的籃球 冬季杯總集篇（日向順平）
- 謝謝你，在世界角落中找到我（北條周作）
- 喜歡上你的那瞬間。～告白實行委員會～（柴崎健）

2017年
- 劇場版 Free! 男子游泳部 -Timeless Medley-（山崎宗介）
- 劇場版 黑子的籃球 LAST GAME（日向順平）
- 特別版 Free! 男子游泳部 -Take Your Marks-（山崎宗介）

2018年
- 道別的早晨就用約定之花點綴吧（蘭古）
- 文豪Stray Dogs DEAD APPLE（國木田獨步）
- 我的英雄學院劇場版：兩個人的英雄（常闇踏陰）
- 怪物彈珠 THE MOVIE 空之彼方（刀夜）

2019年
- 劇場版 在地下城尋求邂逅是否搞錯了什麼 -獵戶座之箭-（韋爾夫·克羅佐）
- 翻閱歎異抄（壯賢）
- 劇場版 Free! 男子游泳部 -Road to the World- 夢（山崎宗介）
- 我的英雄學院劇場版：英雄新世紀（常闇踏陰）
- 謝謝你，在世界（更多一些的）角落中找到我（北條周作）
- 劇場版新幹線戰士：來自未來的神速ALFA-X（白虎）

2020年
- 數碼寶貝 LAST EVOLUTION 絆（石田大和）

2021年
- 我的英雄學院劇場版：世界英雄任務（常闇踏陰）
- 龍馬！The Prince of Tennis 新生劇場版網球王子（白石藏之介）
- 劇場版 Free! 男子游泳部 -the Final Stroke- 前篇（山崎宗介）

2022年
- 魔法水果籃 -前奏曲-（本田勝也）
- 劇場版 Free! 男子游泳部 -the Final Stroke- 後篇（山崎宗介）
- 我們的黎明（澤渡遼[37]）

2023年
- 歡迎來到駒田蒸餾所（安元廣志[38]）
- RABBITS KINGDOM THE MOVIE（卯月新）

2024年
- 劇場版 排球少年！！ 垃圾場的決戰（東峰旭[39]）
- （栄和島[40]）
- 風都偵探 假面騎士Skull的肖像（左翔太郎[41]）

2025年
- 幕間之楔（歐格·伊茲卡[42]）

### 網路動畫
2015年
- 歐西里斯的天秤（日语：オシリスの天秤）（Target 01）

2016年
- 寶可夢世代（渡）
- 哨聲響起 重配版（郭英士）[43]

2017年
- 黑白來看守所 第2期（武藏）

2019年
- 齊木楠雄的災難 再啟動篇（窪谷須亞蓮[44]）[注 1]

2020年
- 蟲籠的卡伽斯特爾（木藤）

2021年
- 極主夫道（虎二郎）

2022年
- 風都偵探（左翔太郎[45]）

2024年
- MONSTERS 一百三情飛龍侍極（龍馬[46]）
- 餓狼傳：孤狼之道（長門カルロス如是[47]）

### 遊戲
- スタンドマイヒーローズ募戀英雄（早乙女郁人）
- あさき、ゆめみし（壱人）
- アルカナハート3（カズヒロ）
- 犬神! feat.Animation（蕎麥麵店員）
- エーデルブルーメ（オーギュスト・ミュラー）
- 鬼武者3
- 偶像夢幻祭（冰鷹北斗）
- CHAOS;HEAD
- 金色琴弦3（芹澤睦）
- 劍與魔法與學園。（ヒューマン・男）
- 3年B組金八先生 伝説の教壇に立て!
- シグマ ハーモニクス オリジナルドラマ（ナガイトシキ）
- 神曲奏界ポリフォニカ THE BLACK -EPSODE 1 & 2 BOX EDITION-（カワツ）
- センチメンタルプレリュード（德光）
- 蒼天の彼方（呂雄）
- 網球王子系列（白石藏之介）
- 罪と罰 宇宙の後継者（イサ・ジョ）
- バトルオブサンライズシリーズ（シン・ミナカタ）
- 花宵羅曼史（桐原正弘）
- 暮蟬悲鳴時祭（雲雀他）
- 美少女夢工場5（秋月真也）
- BROTHERS CONFLICT（朝日奈侑介）
- 戰國BASARA系列（三好三人眾之兄（三好長逸））
- 無双OROCHI 2 Special（安倍晴明）
- 超級槍彈辯駁2 再見絕望校園（左右田和一）
- Black Wolves Saga~Bloody Nightmare（ユリアン）
- 潛龍諜影崛起：再復仇（LQ-84i/Blade Wolf）
- 英雄傳說 閃之軌跡（蓋烏斯·沃澤爾）
- O*G*A 鬼ごっこロワイアル ハンターは孤島で恋をする（都雲陽刀/都雲夜刀）
- 諸神的惡作劇（洛基）
- 幻影异闻录♯FE（劍彌代）
- 節奏怪盜R（怪盜R/ラルフ）
- 定制男友（黛流風）
- 火槍手（アトス）
- 快打旋風 X 鐵拳（史提夫·福克斯）
- 聖火降魔錄 覺醒（ルフレ）
- 夢幻之星(日版) ファンタシースターオンライン2(PHANTASY STAR ONLINE2 -PSO2)  (八坂 炎雅 やさか えんが）
- 美男戰國◆穿越時空之戀（真田幸村）
- 戰國BASARA系列 真田幸村傳（真田信之）
- 夢王國與沉睡中的100位王子殿下（葛雷希亞、雷桀）
- Hortensia Saga 蒼之騎士団（主人公）
- 喧嘩番長 乙女（吉良燐太郎）
- 人中之龍6 生命詩篇。（田頭直人）
- 逢魔時刻 ～幽世之緣～（颯）
- 陰陽師（青坊主）
- 問答RPG 魔法使與黑貓維茲〔魔杖艾特那魯‧洛亞〕
- 在茜色的世界與君詠唱（桂小五郎）
- 夢間集（妙手白扇）
- 碧藍幻想（ボーマン、ベリアル）
- 甜點王子2(穆淮清)
- 聖鬥士星矢·覺醒(天秤座童虎)
- 密特拉之星 mitrasphere(傑農·艾蘭德扣絲特)
- 永遠的七日之都（羅修）
- 戰雙帕彌什（渡邊）
- 任天堂明星大亂鬥系列（魯弗萊(男性)）
- 聖火降魔錄 英雄雲集（魯弗萊(男性)、馬可（男性）、詩格萊）
- 怪物彈珠(婆娑羅)
- 終遠のヴィルシュ（シアン・ブロフィワーズ）
- BUSTAFELLOWS （Shu）
- 光與夜之戀（查理蘇）
- 超級機器人大戰30 (神隼人(宇宙最後3分鐘))
- 崩壞：星穹鐵道 （瓦爾特）
- 明日方舟(赫德雷)

2023年
- 碧藍幻想 Versus -RISING-（贝利尔）

2024年
- 暗喻幻想：ReFantazio（巴吉利歐·瑪格納斯）
- 寶可夢大師（望羅）
- 辟邪除妖 Variants Daphne（韋爾南）

2026年
- 鬼武者 Way of the Sword（宮本武藏）

### CD
- 会長はメイド様! ご主人様 アニメ化ですよ! ドラマCD（黑崎龍之介）※LaLa 2010年5月号付録
- 金色琴弦3 SS（スクールシリーズ）III 〜神南〜（芹澤睦）
- JIHAI〜磁海〜 Third World（クロト）
- 網球王子系列
  - 色褪せないあの空へ（STONES／"'白石藏之介"'）
  - 恋の激ダサ絶頂（エクスタシー）!（by断ち切り隊／白石藏之介）
  - THE BEST OF RIVAL PLAYERS XXXI 「BIBLE」（白石藏之介）
  - Dear Prince〜テニスの王子様達へ〜（イケメン侍／白石藏之介）
  - バレンタイン・キッス（白石藏之介 with 四天宝寺中）
  - prayer（白石藏之介）
- 不問語（鑢七花）
- 僕たちのスイートドラゴン（土のドラゴン“セブン”）
- 新・百歌声爛II-男性声優編-
  - 「宇宙戦艦ヤマト」
  - 「マジンガーZ」
  - 「悪魔くん」
  - 「デビルマンのうた」
  - 「おばけがイクゾ～ 」
  - 「ペガサス幻想」
  - 「君をのせて」
  - 「STILL LOVE HER(失われた風景) 」
  - 「WE GOTTA POWER」
  - 「∞ループ」
- 妖狐×僕SS BD&DVD第3巻 完全生産限定版特典CD ENDING SONG Vol.2（反之塚連勝&雪小路）
- 未來都市NO.6系列
  - TV ANIMATION NO.6 ORIGINAL SOUNDTRACK 1
    - 「風のレクイエム ~マオの民~」（老鼠）TV動畫插入曲

  - TV ANIMATION NO.6 ORIGINAL SOUNDTRACK 2
    - 「ブナの森で」（老鼠）TV動畫插入曲
    - 「煌めくものたち」（老鼠）TV動畫插入曲

  - 漫畫『NO.6』第6卷特裝版廣播CD
    - 「花の祭」（老鼠）劇中歌
    - 「葬送の歌」（老鼠）劇中歌
- 恋歌ロイド(カナタ)
- 喧嘩番長乙女キャラクターソングCD Vol.3「MAVERICK」/ 吉良燐太郎

### 特摄
- 2010年《假面骑士OOO》第11-12话（Ageha Yummy）
- 2010年《假面骑士OOO》第11-12话（Ageha Yummy）
- 2021年《超級銀河格鬥 命運的衝突》（超人力霸王雷歐）
- 2023年《超人力霸王雷古洛斯》（超人力霸王雷歐）

### 專輯
- 網球王子系列
  - Medicine or...?（白石藏之介）
  - POISON（白石藏之介）

### Radio
- 網球王子 On The Radio
  - （2007年12月度、主持人、與杉本優一起主持）
  - （2009年4月度、パーソナリティ、與津田健次郎一起主持）
  - （2010年5月度、パーソナリテイ、與皆川純子一起主持）
  - （2011年9月度、パーソナリティ、與置鮎龍太郎一起主持）
  - （2012年4月度、パーソナリティ、與近藤孝行一起主持）
- ANI-TAMA-ZOO Safari（アニたまどっとコム、2010年10月- 2013年12月29日）

### 實写
- あっとボイスTV枠オレが俺がのふたり上手（2009年4月與市来光弘出演。2009年6月分も出演）

### 數位漫畫
- VOMIC 悪魔で候（山本順一）
- VOMIC バドガール（高岡太陽）

2012年
- VOMIC 血界戰線（札布·雷夫洛）

### 其他
- ウェブカレ（綾川竜士）
- 網球王子百曲馬拉松
- テニプリフェスタ2009
- BeeTV「声感☆妄想彼氏」
- テニプリフェスタ2011 in 武道館

## 外部連結
- 細谷佳正的YouTube個人頻道（页面存档备份，存于）（日語）
- 細谷佳正的X（前Twitter）（页面存档备份，存于）（日語）